# Count Basie
William James "Count" Basie (21 tháng 8 năm 1904 – 26 tháng 4 năm 1984) là nhạc sĩ, nghệ sĩ đàn piano jazz người Mỹ. Ông học đàn từ người mẹ và đi trình diễn từ những năm thiếu niên. Sau khi bỏ dở việc học tập, ông phụ trách điều chỉnh ánh sáng cho sân khấu, và sáng tác tiểu khúc cho các bộ phim câm và các vở diễn nhỏ trong vùng Red Bank, New Jersey. Ở tuổi 16, ông bắt đầu đi trình diễn jazz trên đàn piano tại các buổi tiệc, khu nghỉ dưỡng và nhiều địa điểm khác. Năm 1924, ông tới Harlem để phát triển sự nghiệp. Kể từ đó, ông lưu diễn cùng nhiều ban nhạc nhỏ tại Chicago, St. Louis và Kansas. Năm 1929, Basie gia nhập ban nhạc của Bennie Moten và chơi tại đó cho tới khi Moten qua đời vào năm 1935.
Năm 1935, Basie thành lập ban nhạc jazz của riêng mình có tên Count Basie Orchestra và đi lưu diễn tại Chicago rồi thu âm sản phẩm đầu tay vào năm 1936. Ông trực tiếp điều hành ban nhạc trong suốt gần 50 năm sau đó, sáng tạo nên nhiều kỹ thuật mới như split cho tenor saxophone, gia tăng đoạn chơi giữ nhịp trong cấu trúc giai điệu, hòa âm nhiều nhạc cụ, sử dụng hòa âm để làm nổi bật âm thanh,... Nhiều nghệ sĩ tên tuổi sau này là những người trực tiếp học hỏi từ ông, như nghệ sĩ saxophone Lester Young và Herschel Evans, nghệ sĩ guitar Freddie Green, nghệ sĩ trumpet Buck Clayton và Harry "Sweets" Edison, hay các ca sĩ Jimmy Rushing, Helen Humes, Thelma Carpenter và Joe Williams.
Ông mất ngày 26 tháng 4 năm 1984 vì căn bệnh ung thư tuyến tuỵ tại Hollywood, Florida ở tuổi 79.

## Danh sách đĩa nhạc
- Bennie Moten's Kansas City Orchestra (1929–1932)
- Basie Beginnings (1929–1932, RCA/Bluebird)
- The Swinging Count!, (Clef 1952)
- Count Basie Presents Eddie Davis Trio + Joe Newman (Roulette, 1958)
- Atomic Swing (Roulette, 1958)
- Memories Ad-Lib (Roulette, 1958) cùng Joe Williams
- Count Basie & Billy Eckstine - Basie & Eckstine Incorporated (Roulette 1959)
- String Along with Basie (Roulette, 1960)
- Count Basie and the Kansas City 7 (Impulse!, 1962)
- Basie Swingin' Voices Singin' (ABC-Paramount, 1966) cùng the Alan Copeland Singers
- Loose Walk cùng Roy Eldridge (Pablo, 1972)
- Basie Jam (Pablo, 1973)
- The Bosses cùng Big Joe Turner (1973)
- For the First Time (Pablo, 1974)
- Satch and Josh cùng Oscar Peterson
- Basie & Zoot cùng Zoot Sims (Pablo, 1975)
- For the Second Time (Pablo, 1975)
- Basie Jam 2 (Pablo, 1976)
- Basie Jam 3 (Pablo, 1976)
- Kansas City 5 (Pablo, 1977)
- The Gifted Ones cùng Dizzy Gillespie (Pablo, 1977)
- Montreux '77 (Pablo, 1977)
- Basie Jam: Montreux '77 (Pablo, 1977)
- Satch and Josh...Again cùng Oscar Peterson (Pablo, 1977)
- Night Rider cùng Oscar Peterson (Pablo, 1978)
- Count Basie Meets Oscar Peterson – The Timekeepers (Pablo, 1978)
- Yessir, That's My Baby cùng Oscar Peterson (Pablo, 1978)
- Kansas City 8: Get Together (Pablo, 1979)
- Kansas City 7 (Pablo, 1980)
- On the Road (Pablo, 1980)
- Kansas City 6 (Pablo, 1981)
- Mostly Blues...and Some Others (Pablo, 1983)

## Sự nghiệp diễn xuất
- Hit Parade of 1943 (1943) – bản thân.
- Top Man (1943) – bản thân.
- Sugar Chile Robinson, Billie Holiday, Count Basie and His Sextet (1950) – bản thân.
- Cinderfella (1960) – bản thân.
- Sex and the Single Girl (1964) – bản thân.
- Blazing Saddles (1974) – bản thân.
- Last of the Blue Devils (1979) – phỏng vấn cho phim tài liệu âm nhạc về Kansas.